# Jutiapa (departament)

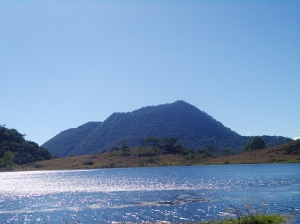
Widok na jeden z wulkanów leżących w departamencie Jutiapa

Jutiapa – jeden z 22 departamentów Gwatemali, położony w południowo-wschodnim krańcu kraju. Stolicą departamentu jest miasto Jutiapa. Departament graniczy na zachodzie z departamentem Santa Rosa, na południu wąskim pasem sięga wybrzeża Pacyfiku oraz graniczy granicą państwową z Salwadorem, na wschodzie Hondurasem i na północy z departamentami Chiquimula i Jalapa.
Jest średnim pod względem wielkości i liczebności mieszkańców departamentem Gwatemali. Najważniejszymi miastami w departamencie oprócz stołecznego są Santa Catarina Mita, Asunción Mita, Atescatempa i San José Acatempa. Departament ma charakter górski obniżający się w kierunku oceanu, średnie wyniesienie nad poziom morza wynosi 906 m. Klimat jest zmienny od umiarkowanego po tropikalny, w zależności od wyniesienia nad poziom morza. 

## Podział departamentu
W skład departamentu wchodzi 17 gmin (municipios).
1. Jutiapa
2. Agua Blanca
3. Asunción Mita
4. Atescatempa
5. Comapa
6. Conguaco
7. El Adelanto
8. El Progreso
9. Jalpatagua
10. Jerez
11. Moyuta
12. Pasaco
13. Quesada
14. San José Acatempa
15. Santa Catarina Mita
16. Yupiltepeque
17. Zapotitlán